# 스페치아역
스페치아역 (Spezia)은 토리노 지하철의 역이다. 2011년 3월 6일 노선 3차 연장 개통으로 문을 열었다. 토리노 도심 남부의 붐비는 상업지구인 니차 로에 위치해 있다.
스페치아 역에서 토리노 린고토 지역과 토리노의 주요 정형외과 대학 병원인 CTO 병원으로 걸어갈 수 있다.

## 시설
- 매표기
- 장애인 접근시설
- 엘레베이터
- 에스컬레이터
- CCTV 감시카메라